# سولوسانتشو
بلدية سولوسانتشو (بالإسبانية: Solosancho) هي بلدية تقع في مقاطعة آبلة التابعة لمنطقة قشتالة وليون وسط إسبانيا.

## الديموغرافيا
بلغ عدد سكان بلدية سولوسانتشو 967 نسمة عام 2011 (وفقاً للمعهد الوطني للإحصاء الإسباني).
| 1.101 | 1.070 | 1.031 | 1.022 | 1.006 | 974 | 967 |

## معرض صور

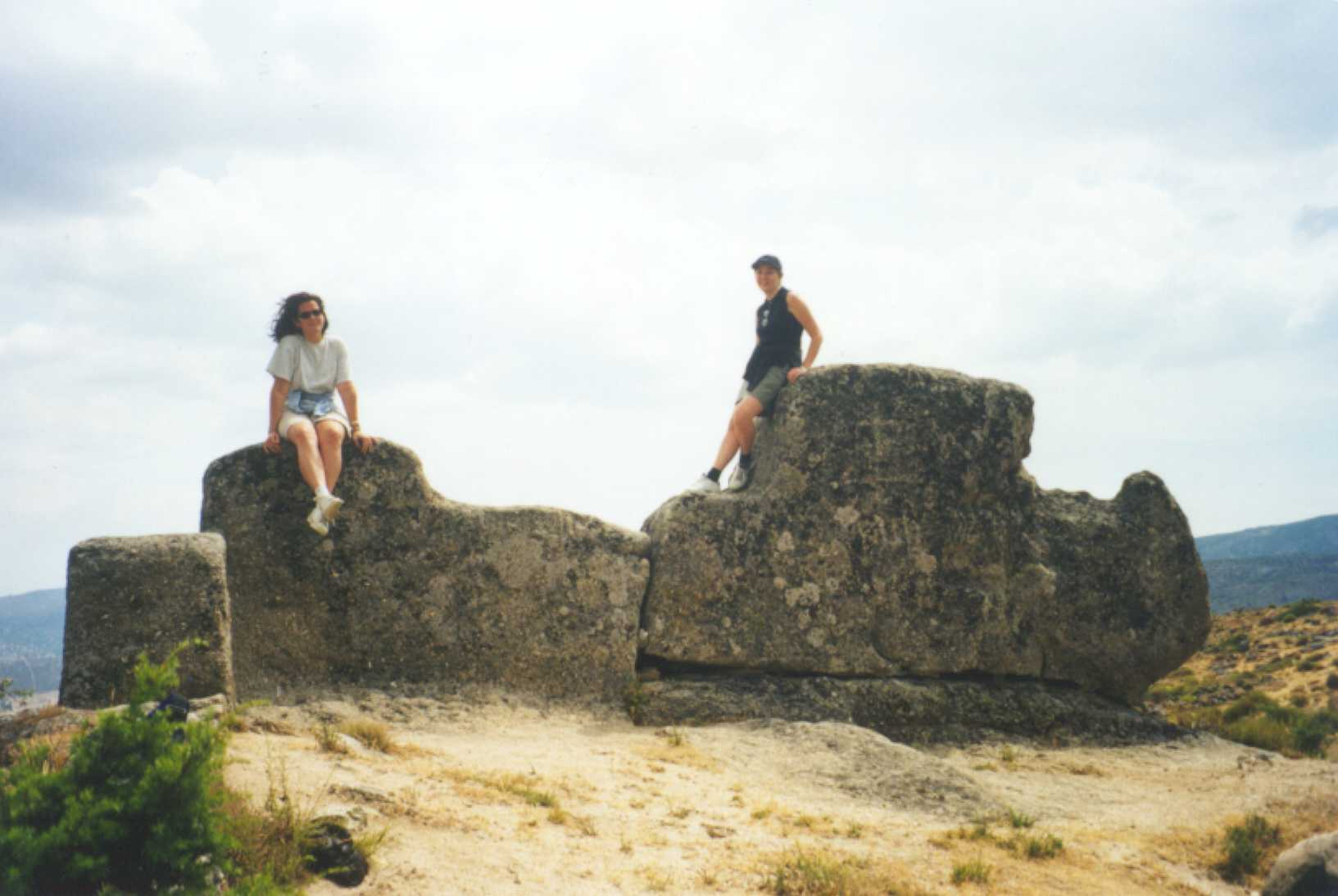
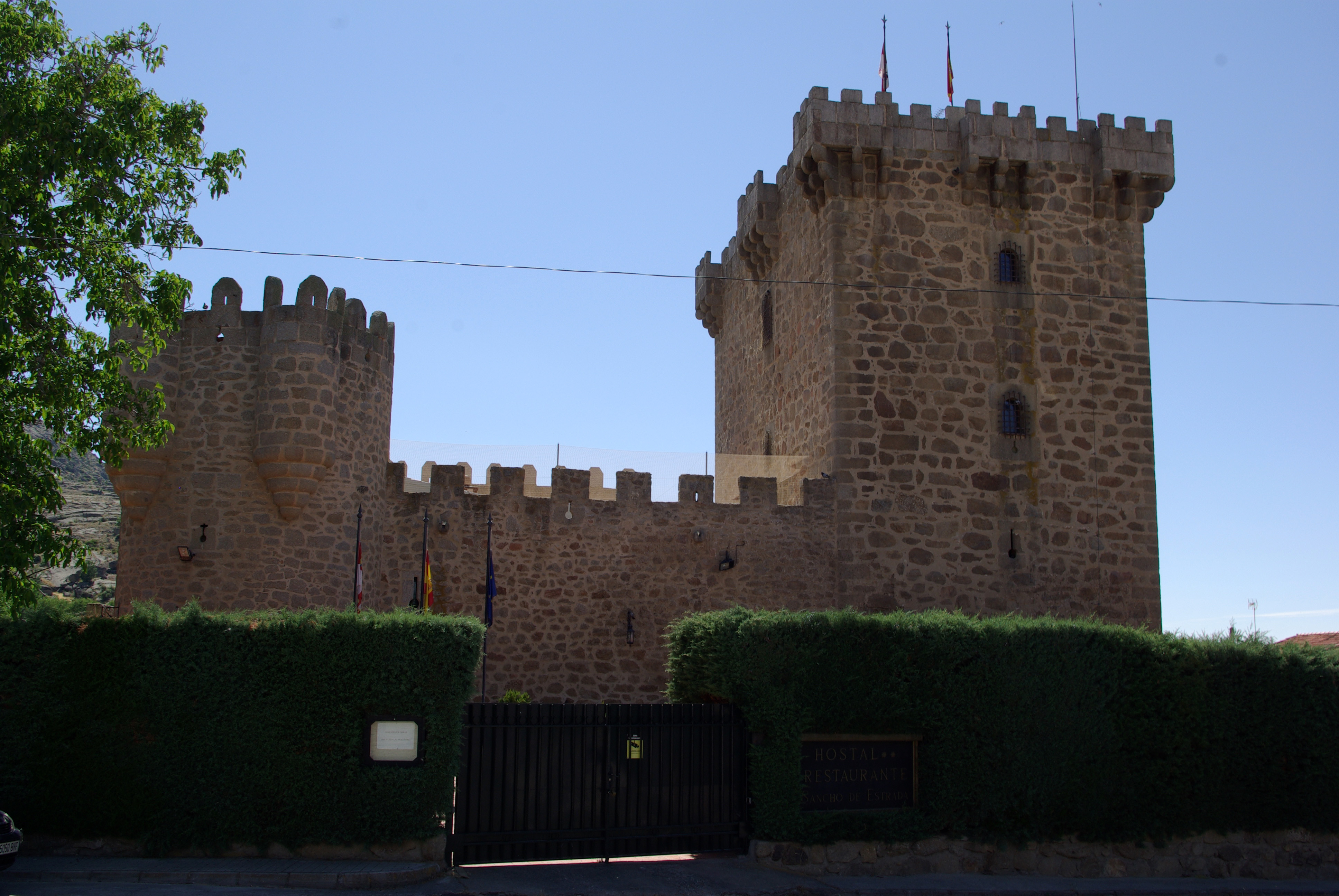
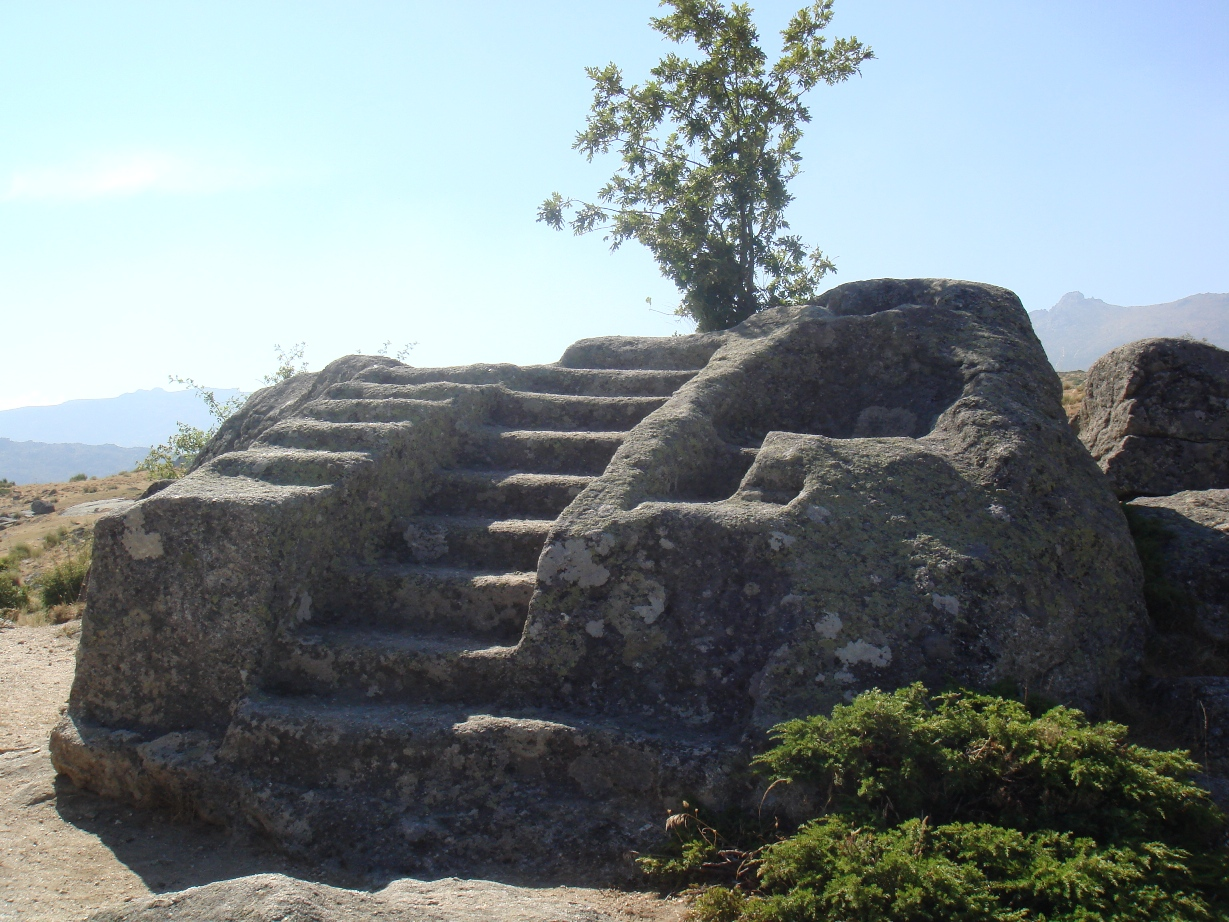